# Sikorsky R-6
„Сикорски“ R-6 е лек двуместен хеликоптер, разработен от Sikorsky Aircraft. От началото на производството му през 1945 г. са произведени 225 бройки. Машината е използвана от въоръжените сили на САЩ, както и от тези на Великобритания. Отделни бройки са използвани и в гражданската авиация.

## Разработка и конструкция на хеликоптера
R-6 (обозначаван също като Hoverfly II) е разработен въз основа на успешния модел на Sikorsky R-4, но има по-добра аеродинамична форма на фюзелажа. Трансмисията и носещият винт са заимствани от модела R-4, а двигателят е разположен вертикално. За разлика от предшественика си, обшивката на корпуса на R6 е от фибростъкло, а опашната греда е алуминиева. Подобренията позволяват постигане на по-голяма крайцерска скорост на полета: 100 мили в час (срещу 82 при R-4). В конструкцията на шасито са монтирани хидравлични амортисьори, което решава проблема със земния резонанс. Първите машини са произведени от Sikorsky, след което производството е прехвърлено на Nash-Kelvinator.

## Експлоатация
Първата партида R-6 е предоставена на военната авиация на САЩ през 1944 г., като една част е за флота. 27 машини са приети на въоръжение във ВВС на Великобритания, където са обозначени като Hoverfly II. В САЩ хеликоптерите R6 са експлоатирани за кратък период от време като спомагателни вертолети и скоро са заменени от по-успешния модел R-5.

## Полетно-технически характеристики
- Екипаж: 1 човек
- Пътници: 1 човек
- Дължина: 14,61 m
- Излетно тегло: 1179 kg
- Двигател: 1 × Franklin 0-405-9, 240 к. с.
- Диаметър на носещия винт: 11,58 m
- Максимална скорост: 160 km/h
- Практически таван: 3048 m